# Древес, Карл
Карл Древес (нем. Karl Drewes; 15 августа 1895 — 30 августа 1958) — немецкий военный лётчик, генерал-майор люфтваффе.

## Биография
Родился 15 августа 1895 года в Вильгельмсхафене (Нижняя Саксония).
Служил в армии Германской империи в качестве командира взвода и адъютанта командира 163-го пехотного полка.

Стал пилотом-наблюдателем. 12 августа 1914 года получил звание фенриха, 3 декабря 1915 года — лейтенанта.

В связи с подписанием Версальский мирного договора 1919 года, запрещавшего Германии иметь военную авиацию, 12 февраля 1920 года был уволен в запас.
1 ноября 1933 года был принят на службу в люфтваффе в звании гауптмана. Являлся инструктором лётных школ бомбардировщиков в Йютербоге и Тутове.
1 ноября 1935 года получил звание майора и был назначен начальником аэродромной службы лётной школы в Дрездене.
С 1938 года — пилот 1-й бомбардировочной эскадры люфтваффе «Hindenburg». 1 августа 1938 года получил звание подполковника.
С 26 августа 1939 года — командир эскадрильи 1-й эскадры специального назначения.

В 1940 году служил в Норвегии (Форнебу под Осло). 14 апреля 1940 года, из-за отказа навигационных приборов в условиях плохой видимости, совершил аварийную посадку самолёта Junkers Ju 52 в районе Хёнефосса.

В 1941 году был назначен командиром 2-й группы 1-й эскадры специального назначения (II. / Kampfgeschwader z.b.V. 1).
1 апреля 1941 года получил звание полковника. Возглавил лётную школу бомбардировщиков Jessau-Posen.
В 1940 — 1941 годах являлся советником Рейхсминистра авиации Геринга.
В декабре 1942 года был назначен командиром 35-го егерского полка люфтваффе.
С 31 октября 1943 года — командир 1-й бомбардировочной эскадры специального назначения (Kampfgeschwader z.b.V. 1).

1 октября 1944 года произведён в генерал-майоры.
В 1944 году являлся комендантом аэродромов люфтваффе в Италии, в 1945 году — аэродрома 3/III в Магдебурге.
Был взят в плен войсками союзников 8 мая 1945 года. Освобождён 7 июля 1947 года.
Умер 30 августа 1958 года в Олденбурге.